# Wario
Wario er en fiktiv antihelt figur fra Nintendo. Figuren fik sin debut i spillet Super Mario Land 2: 6 Golden Coins til Game Boy, som blev udgivet i 1992. Han er rival til Mario. Han stemmelægges af Charles Martinet. Wario's navn på japansk "Warui", det betyder dårlig. Han er både en superskurk og en superhelt i videospil.

## Karakter
I 1992 fik Hiroji Kiyotake en ide om, hvor Mario skal kæmpe mod sin onde dobbeltgænger. Wario har næsten samme design som Shigeru Miyamotos karakter Mario har. Wario har en gul T-shirt, lila bukser, en gul kasket med en blå eller lilla W logo, to korte ben, en lyserød næse, et mærkeligt overskæg, store muskuløse arme og grønne sko.

## Spin-off
Wario har 4 spil i Wario-land: Super Mario Land 3 Wario Land, Wario Land 2, Wario Land 3 og Wario Land 4. I den første spil, optråte Wario som en superskurk.
I 2003 kom der et ny spil, Warioware. I 2004 afsløredes det, at Wario var en superhelt. Når Wario spiser hvidløg, bliver han til Wario Man.
| Spilfigurer | Spire Denne spilfigur-relaterede artikel er en spire som bør udbygges. Du er velkommen til at hjælpe Wikipedia ved at udvide den. |